# Cove (Oregón)
Cove es una ciudad ubicada en el condado de Union en el estado estadounidense de Oregón. En el año 2000 tenía una población de 594 habitantes y una densidad poblacional de 283 personas por km².

## Geografía
Cove se encuentra ubicada en las coordenadas 45°17′47″N 117°48′29″O / 45.29639, -117.80806.

## Demografía
Según la Oficina del Censo en 2000 los ingresos medios por hogar en la localidad eran de $38 542, y los ingresos medios por familia eran $42 344. Los hombres tenían unos ingresos medios de $31 793 frente a los $24 063 para las mujeres. La renta per cápita para la localidad era de $15 872. Alrededor del 12,9% de la población estaban por debajo del umbral de pobreza.

## Localidades adyacentes
Diagrama de las localidades a un radio de 16 km a la redonda de Long Neck. 